# 荆文炤
荆文炤（1530年—？），又名荆文照，字叔韬，號雲洲，直隸丹陽縣人，明朝政治人物。

## 生平
嘉靖三十四年（1555年）乙卯科應天府乡试第九十二名举人，嘉靖三十八年（1559年）己未科會試第二百三十九名，三甲四十四名进士，授浙江乌程县知县，升任户部主事。

## 家族
曾祖荆聰。祖父荆汴。父荆樹。母馮氏。严侍下。兄荆文炳（监生）、荆文烨（贡士）。弟荆文焕（监生）。